# أنتوني جيري
أنتوني جيري (بالإنجليزية: Anthony Geary) مواليد 29 مايو 1947 في الولايات المتحدة، هو ممثل أمريكي بدأ مسيرته الفنية سنة 1969. كما أنه من الفائزين بجائزة إيمي. امتدت مسيرته الفنية لأكثر من 48 عاما.

## الأعمال
- مانيكس
- ذا ينغ أند ذا رستلس
- عودة الكابتن نيمو
- رجل الستة ملايين دولار
- المستشفى العام
- يو أتش إف
- روزان
- بورت شارلز
- حوض سمك

## الجوائز
| السنة | الجائزة             | الفئة                                               | النتيجة | مرجع  |
| ----- | ------------------- | --------------------------------------------------- | ------- | ----- |
| 1980  | جائزة سوبي          | أفضل ممثل                                           | فوز     | [ 2 ] |
| 1981  | جائزة إيمي داي تايم | جائزة إيمي داي تايم لأفضل ممثل رئيسي في مسلسل دراما | رُشِّح     | [ 3 ] |

## روابط خارجية
- أنتوني جيري على موقع IMDb (الإنجليزية)
- أنتوني جيري على موقع ألو سيني (الفرنسية)
- أنتوني جيري على موقع أول موفي (الإنجليزية)
- أنتوني جيري على موقع قاعدة بيانات الأفلام السويدية (السويدية)
- أنتوني جيري على موقع إن إن دي بي (الإنجليزية)
- أنتوني جيري على موقع قاعدة بيانات الفيلم (الإنجليزية)
- أنتوني جيري على موقع كينوبويسك (الروسية)